# Scrubs – Die Anfänger/Staffel 1
Die erste Staffel der US-amerikanischen Fernsehserie Scrubs – Die Anfänger feierte ihre Premiere am 2. Oktober 2001 auf dem Sender NBC. Die deutschsprachige Erstausstrahlung sendete der deutsche Free-TV-Sender ProSieben vom 2. September 2003 bis zum 17. Februar 2004.

## Darsteller
| Figur                            | Darsteller       | Deutscher Sprecher       |
| -------------------------------- | ---------------- | ------------------------ |
| Dr. John Michael „J. D.“ Dorian  | Zach Braff       | Kim Hasper               |
| Dr. Elliot Reid                  | Sarah Chalke     | Ranja Bonalana           |
| Dr. Christopher Duncan Turk      | Donald Faison    | Sebastian Schulz         |
| Carla Espinosa                   | Judy Reyes       | Tanja Geke               |
| Dr. Percival Ulysses „Perry“ Cox | John C. McGinley | Bernd Vollbrecht         |
| Dr. Robert „Bob“ Kelso           | Ken Jenkins      | Friedrich Georg Beckhaus |
| Nebendarsteller                  |                  |                          |
| Der Hausmeister                  | Neil Flynn       | Thomas Nero Wolff        |
| Schwester Laverne Roberts        | Aloma Wright     | Regina Lemnitz           |
| Dr. Todd „The Todd“ Quinlan      | Robert Maschio   | Björn Schalla            |
| Theodore „Ted“ Buckland          | Sam Lloyd        | Hans Hohlbein            |
| Dr. Phillip Wen                  | Charles Chun     | Viktor Neumann           |
| Dr. Doug Murphy                  | Johnny Kastl     | Bernhard Völger          |
| Jordan Sullivan                  | Christa Miller   | Andrea Kathrin Loewig    |

## Episoden
| Nr. (ges.) | Nr. (St.) | Deutscher Titel                 | Originaltitel            | Erstausstrahlung USA | Deutschsprachige Erstausstrahlung (D) | Regie             | Drehbuch                                          |
| --- | --------- | ------------------------------- | ------------------------ | -------------------- | ------------------------------------- | ----------------- | ------------------------------------------------- |
| 1 | 1         | Mein erster Tag                 | My First Day             | 2. Okt. 2001         | 2. Sep. 2003                          | Adam Bernstein    | Bill Lawrence                                     |
| Der erste Tag für J. D. und seinen Kumpel Turk am Sacred Heart. Auch Elliot hat ihren ersten Tag und zeigt gleich, dass sie für den Job über Leichen geht. Dr. Kelso und Dr. Cox geben den neuen Assistenzärzten gleich den Tarif durch und J. D. lernt dadurch, seine Angst, die Patienten anzufassen, zu überwinden. Für Schwester Carla ist er Bambi, sie hilft ihm, durch den stressigen Alltag an der Klinik zu kommen. |           |                                 |                          |                      |                                       |                   |                                                   |
| 2 | 2         | Mein Mentor                     | My Mentor                | 4. Okt. 2001         | 9. Sep. 2003                          | Adam Bernstein    | Bill Lawrence                                     |
| Elliot hat Carla bei Dr. Kelso angeschwärzt und wundert sich nun, dass sie von allen Schwestern geschnitten wird. J. D. versucht einen Patienten dazu zu bringen, dass er aufhört zu rauchen, obwohl ihm Dr. Cox klar gesagt hat, dass das nicht ihr Job ist. Er meint auch, er müsse mit Dr. Cox privat verkehren, da er annimmt, er sei einsam. Doch da täuscht er sich auch. Turk will Carla zu einem Date überreden, aber sie zeigt ihm noch die kalte Schulter. Als er aber Elliot dazu bringt, sich bei Carla zu entschuldigen, scheint das Eis gebrochen. |           |                                 |                          |                      |                                       |                   |                                                   |
| 3 | 3         | Mein Kunstfehler                | My Best Friend’s Mistake | 9. Okt. 2001         | 16. Sep. 2003                         | Adam Bernstein    | Eric Weinberg                                     |
| J. D. vermisst die gemeinsame Zeit mit Turk. Als bei einem Patienten Komplikationen auftreten meint er, Turk habe bei der OP einen Fehler gemacht, aber Turk findet heraus, dass es J. D. war. Elliot hat Probleme mit den Umgangsformen von Dr. Kelso und lässt sich von Dr. Cox dazu verleiten, dies bei Dr. Kelso anzubringen, ohne zu merken, dass Dr. Cox ein Spielchen mit ihr treibt. J. D. kommt Elliot näher, aber ein verpasster Kuss kann den Unterschied zwischen Freunden und einer Beziehung machen. |           |                                 |                          |                      |                                       |                   |                                                   |
| 4 | 4         | Meine Lieblingspatientin        | My Old Lady              | 16. Okt. 2001        | 23. Sep. 2003                         | Marc Buckland     | Matt Tarses                                       |
| Durchschnittlich stirbt jeder dritte Patient, der ins Krankenhaus kommt, doch J. D., Turk und Elliot verlieren alle ihre Patienten. So die sture, aber auch sehr herzliche ältere Dame, die J. D. behandelt, oder der jungen Patient von Turk, der nur einen Freund brauchte oder Elliots spanische Frau, die kein Englisch spricht. Sie ziehen aber alle die richtige Erkenntnis daraus, dass man für den Patienten da sein muss. |           |                                 |                          |                      |                                       |                   |                                                   |
| 5 | 5         | Meine Vorbilder                 | My Two Dads              | 23. Okt. 2001        | 30. Sep. 2003                         | Craig Zisk        | Neil Goldman & Garrett Donovan                    |
| Elliots 13-jähriger Patient möchte statt eines Basketballstars lieber die Brüste einer hübschen Frau sehen. Sie zeigt ihm ihre eigenen und da sich danach seine Werte verbessern, meint sie nun, sie hätten eine heilende Wirkung. J. D. muss sich zwischen Dr. Kelso und Dr. Cox als Mentor entscheiden, er darf sogar mit beiden zum Golf. Als Dr. Cox danach eine nicht versicherte Patientin trotzdem behandelt und dafür von Dr. Kelso suspendiert wird, ist J. D.’s Entscheidung gefallen und er unterstützt Dr. Cox. Da Carla sich wünscht, dass Turk und sie sich zuerst besser kennen lernen, bevor sie Sex haben, schenkt Turk ihr einen Kugelschreiber. Leider erfährt er zu spät, dass er nicht aus den Fundsachen, sondern aus der Arschkiste stammt, wo alle Gegenstände hineinkommen, die den Patienten aus dem Hintern entfernt wurden. |           |                                 |                          |                      |                                       |                   |                                                   |
| 6 | 6         | Mein Pech                       | My Bad                   | 30. Okt. 2001        | 7. Okt. 2003                          | Marc Buckland     | Gabrielle Allan                                   |
| Turk hat ein Problem damit, dass er immer bei Carla schlafen muss, weil sie ihre Mutter nicht allein lassen will. Als Turk sie überredet, doch bei ihm zu schlafen, bricht sich Carlas Mutter das Bein und sie gibt ihm die Schuld daran. Elliot findet zufällig heraus, dass ihr Patient Psychiater ist. Also beginnt sie mit ihm über ihre Probleme zu reden, statt ihn zu behandeln. Dr. Kelso verlangt von J. D., dass er einen speziellen Patienten behandelt, der Mitglied des Aufsichtsrats des Krankenhauses ist. Er meint, er treffe nun auf einen alten Herren, aber es ist eine attraktive Frau, die jedoch ziemlich arrogant ist. Als J. D. ihr die Meinung sagt, erregt sie das so, dass sie mit ihm schläft. Erst danach erfährt J. D., dass es sich bei Jordan um die Ex-Frau von Dr. Cox handelt. Aber er nutzt die Gunst der Stunde, sie darum zu bitten, dass sie für ihren Ex-Mann im Aufsichtsrat ein gutes Wort einlegt, damit er nicht entlassen wird.                                                         |           |                                 |                          |                      |                                       |                   |                                                   |
| 7 | 7         | Mein Konkurrent                 | My Super Ego             | 6. Nov. 2001         | 14. Okt. 2003                         | Peter Lauer       | Mike Schwartz                                     |
| In den letzten Wochen hat sich J. D. zum besten Assistenten gemausert und genießt das Ansehen von Dr. Kelso. Aber da taucht sein alter Kollege Nick Murdoch auf und macht ihm den Platz streitig. Aber J. D. kann sich schließlich behaupten, weil Murdoch daran zerbricht, nicht mit problematischen Situationen umgehen zu können. Turk hat Angst, dass er im OP einen Fehler macht, er erzählt allen davon, außer Carla. Sie fühlt sich dadurch ausgegrenzt, dabei wollte Turk einfach nicht, dass sie sich Sorgen macht. |           |                                 |                          |                      |                                       |                   |                                                   |
| 8 | 8         | Meine fünfzehn Minuten als Held | My Fifteen Minutes       | 15. Nov. 2001        | 21. Okt. 2003                         | Lawrence Trilling | Eric Weinberg                                     |
| J. D. und Turk wollen in einem Stripclub ihre Mittagspause verbringen, aber sie müssen einem Kameramann das Leben retten, der vor dem Club eine Reportage drehte und zusammenbrach. Dr. Kelso nutzt die Publicity aus und startet eine Werbekampagne für das Krankenhaus, was Turk nicht passt. Dr. Cox verlangt von J. D., dass er seine Beurteilung selbst schreibt, aber nach einigen Überlegungen ist er der Meinung, dass sich Dr. Cox nur davor drücken will. Dabei war Cox’ Plan, dass J. D. sich selbst Gedanken über sein Können macht. Carla will mit einer Freundin ausgehen, Elliot fragt, ob sie mitkommen darf. Carla bejaht dies, lässt Elliot später aber mit einer faulen Ausrede stehen. Sie fühlt sich dadurch ausgegrenzt und Carla weiß nicht, wie sie ihren Fehler wieder gutmachen soll. |           |                                 |                          |                      |                                       |                   |                                                   |
| 9 | 9         | Mein freier Tag                 | My Day Off               | 20. Nov. 2001        | 28. Okt. 2003                         | Elodie Keene      | Janae Bakken                                      |
| Im Ausgang mit Turk bekommt J. D. starke Bauchschmerzen. So wird er in sein eigenes Krankenhaus eingeliefert und sieht nun alles aus der Sicht des Patienten. Elliot und Turk behandeln ihn und stellen fest, dass er eine Blinddarmentzündung hat. J. D. will aber nicht, dass Turk ihn operiert. Als es dann aber plötzlich eilt ist nur Turk da. Der ehemalige Chefarzt ist als Patient in der Klinik. Zwischen Dr. Kelso und Dr. Cox entbrennt ein Wetteifern, wer ihn besser behandeln kann. |           |                                 |                          |                      |                                       |                   |                                                   |
| 10 | 10        | Mein Spitzname                  | My Nickname              | 27. Nov. 2001        | 4. Nov. 2003                          | Matthew Diamond   | Bill Lawrence                                     |
| Dr. Cox will Elliots Patientin Jill nicht weiter behandeln, weil sie nichts hat, außer einer Neurose. Aber Elliot erkennt in ihr sich selbst und versucht ihr zu helfen. J. D. bekommt Streit mit Carla, weil er nicht mehr will, dass sie sich für ihn wehrt und Bambi nennt, weil er meint, er wisse nun mehr als sie. Dass er sie damit verletzt, ist ihm zunächst nicht bewusst. Turk legt sich mit Dr. Kelso an, weil er draußen auf der Parkbank sein Sandwich essen will, genau zu der gleichen Zeit wie dies Dr. Kelso seit 23 Jahren macht. |           |                                 |                          |                      |                                       |                   |                                                   |
| 11 | 11        | Mein Weihnachtswunder           | My Own Personal Jesus    | 11. Dez. 2001        | 23. Dez. 2003                         | Jeff Melman       | Debra Fordham                                     |
| Es ist vor Weihnachten, Turk will allen zeigen, dass es hilft an Gott zu glauben. Aber nach dem Bereitschaftsdienst in der Nacht glaubt er selbst nicht mehr daran. J. D. sollte für die Freunde von Dr. Cox ihre Geburt filmen, aber dies misslingt, weil die Videokassette schreibgeschützt war. Zunächst helfen sie sich gegenseitig zu flunkern, aber als die Ex-Frau von Dr. Cox dahinterkommt, dreht sich der Wind gegen ihn. Elliot hat eine junge schwangere Patientin aufgenommen, die dringend Behandlung braucht aber plötzlich verschwunden ist. Turk findet sie im Park ohne zu wissen, wo er suchen sollte und gewinnt dadurch seinen Glauben zurück. |           |                                 |                          |                      |                                       |                   |                                                   |
| 12 | 12        | Mein Date aus der Röhre         | My Blind Date            | 8. Jan. 2002         | 11. Nov. 2003                         | Marc Buckland     | Mark Stegemann                                    |
| Dr. Cox versucht während seiner 24-Stunden-Schicht auf der Intensivstation das perfekte Game hinzubekommen, unter Ärzten heißt dies, dass in dieser Zeit kein Patient stirbt. J. D. muss sich auf Anweisung von Dr. Kelso um die Sozialarbeiterin Alex kümmern, die auf dem nassen Boden im Krankenhaus ausgerutscht ist und nun im blockierten MRI-Gerät feststeckt. Obwohl er sie nicht sieht, beginnt er mit ihr zu flirten und verabredet sich für ein Date, sobald sie aus der Maschine hinaus ist. Elliot versucht das Vertrauen von Dr. Cox zu gewinnen, dass J. D. schon hat. Sie schafft es, aber um fünf vor zwölf stirbt ein Patient und das perfekte Game ist dahin, obwohl Elliot noch anbietet, den Tod des Patienten erst nach zwölf Uhr zu bestätigen. Turk ist wütend auf Carla, sie hat aber keine Ahnung wieso. |           |                                 |                          |                      |                                       |                   |                                                   |
| 13 | 13        | Meine zweite Chance             | My Balancing Act         | 15. Jan. 2002        | 18. Nov. 2003                         | Michael Spiller   | Neil Goldman & Garrett Donovan                    |
| J. D. ist positiv überrascht, als er Alex endlich aus dem MRI-Gerät befreien kann. Doch ihre junge Beziehung wird auf eine harte Probe gestellt, weil J. D. Überstunden im Krankenhaus macht, obwohl er gar nicht müsste. Dr. Cox muss ihn wieder in die Spur bringen und auch Alex verzeiht ihm. Carla hat herausgefunden, wieso Turk wütend auf sie ist. Seit sie zueinander ‚ich liebe dich‘ gesagt haben, hat er Angst, dass es in ihrer Beziehung Schwierigkeiten geben könnte. Bestärkt wird er dadurch, dass Carla zum ersten Mal beim Sex mit ihm keinen Orgasmus hatte. Elliot will von Carla wissen, was los ist, aber Carla merkt bald, dass ihr ihre Freundin nicht helfen kann, weil sie selbst noch nie einen Orgasmus hatte. |           |                                 |                          |                      |                                       |                   |                                                   |
| 14 | 14        | Meine Alex                      | My Drug Buddy            | 22. Jan. 2002        | 25. Nov. 2003                         | Michael Spiller   | Matt Tarses                                       |
| Die Beziehung von Alex und J. D. läuft immer besser. Als im Krankenhaus Drogen verschwinden, verdächtig Elliot einen Patienten, der früher abhängig war und von Alex betreut wurde. J. D. verteidigt ihn wegen Alex, muss aber später feststellen, dass er sich geirrt hat, weil sie selbst die Drogen für sich gestohlen hat. J. D. will sich daraufhin bei Elliot entschuldigen, dabei stellt er fest, dass Elliot eifersüchtig auf Alex war, danach landen sie gemeinsam im Bett. Carla hat den Bus verpasst und sieht zufällig Dr. Kelso in seinem Wagen. Sie bittet ihn, sie mitzunehmen, was aber bei ihren Kolleginnen gar nicht gut ankommt. So versteckt sie sich beim nächsten Mal hinter dem Wagen, als sie Gefahr läuft, gesehen zu werden. Dies passt nun Dr. Kelso gar nicht. Turk trifft zufälligerweise Dr. Cox immer auf der Toilette an. Das Spielchen dauert eine Weile, bis Turk merkt, dass Cox ihn kontrolliert, weil er ihm nicht gönnt, dass er mit Carla zusammen ist, er selbst aber gerne derjenige wäre. |           |                                 |                          |                      |                                       |                   |                                                   |
| 15 | 15        | Meine Beziehung                 | My Bed Banter & Beyond   | 5. Feb. 2002         | 2. Dez. 2003                          | Lawrence Trilling | Gabrielle Allan                                   |
| Nachdem J. D. und Elliot die Nacht zusammen verbracht haben will Elliot gehen, J. D. möchte eigentlich, dass sie bleibt, getraut sich zunächst aber nicht, es ihr zu sagen. So kommt es, dass sie den ganzen Tag zusammen im Bett verbringen. Dazwischen sieht man, wie die nächsten Tage im Krankenhaus verlaufen und J. D. und Elliot es schaffen, ihre Beziehung wegen unterschiedlicher Ansichten zu ruinieren. Zudem befragt ein Psychologe die Angestellten zu ihren persönlichen Gefühlen. |           |                                 |                          |                      |                                       |                   |                                                   |
| 16 | 16        | Meine Melone                    | My Heavy Meddle          | 26. Feb. 2002        | 9. Dez. 2003                          | Will Mackenzie    | Mike Schwartz                                     |
| Nachdem Elliot und J. D. sich getrennt haben sprechen sie kein Wort mehr miteinander. Turk versucht die Situation zu verbessern, indem er vermehrt mit Elliot zu Hause arbeitet und so versucht den Kontakt zu J. D. wiederherzustellen. J. D. geht es sowieso schlecht, weil sein Lieblingslehrer gestorben ist. Durch den Stress im Krankenhaus bleibt keine Zeit zur Trauer und deshalb tut er so, als ob ihn das nicht berühren würde. Ausgerechnet Elliot hilft ihm dann, seine Trauer zu zeigen. Dr. Cox hat einen Wutanfall weil nichts funktioniert wie es sollte und zerstört die ganze Einrichtung des Labors. Dabei stellt sich heraus, dass er momentan einfach frustriert und mit sich selbst unzufrieden ist. Carlas Komapatient hat in seiner Verfügung Wünsche geäußert, die sie ihm erfüllen will, Dr. Kelso schert sich aber einen Dreck darum. Deshalb spannt sie Ted für ihre Anliegen ein und er hat den Mut sich mit Kelso anzulegen.                                                                          |           |                                 |                          |                      |                                       |                   |                                                   |
| 17 | 17        | Mein Student                    | My Student               | 5. März 2002         | 23. Dez. 2003                         | Matthew Diamond   | Janae Bakken & Debra Fordham Idee: Mark Stegemann |
| Elliot, Turk und J. D. erhalten ihre ersten Studenten zur Ausbildung. Nach ein paar Startschwierigkeiten stellt J. D. fest, dass sein Student genau so ängstlich ist wie er es vor kurzem noch war. Elliots Student ist der Sohn des Direktors der Gesellschaft der das Krankenhaus gehört. Deshalb meint er, er müsse nichts machen. Zunächst hat sie Schwierigkeiten damit, bis Dr. Kelso sie auf den richtigen Weg bringt. Als Elliot ihn damit konfrontiert, alles seinem Vater zu erzählen spurt er plötzlich. Die Studentin von Turk ist eine selbstbewusste Frau, Dr. Cox ist sehr von ihr angetan. Turk will ihn damit ärgern zu erwähnen, dass er doch für Carla schwärmt, aber Cox tut so, als ob ihn das nicht aus der Ruhe bringt. Turk untersagt ihr den Kontakt mit ihm, da es sich nicht geziemt. Doch sie lässt sich dadurch nicht aufhalten und muss schließlich den entscheidenden Schritt machen. |           |                                 |                          |                      |                                       |                   |                                                   |
| 18 | 18        | Mein schlimmster Fall           | My Tuscaloosa Heart      | 12. März 2002        | 13. Jan. 2004                         | Lawrence Trilling | Debra Fordham & Mark Stegemann Idee: Janae Bakken |
| Der Patient von J. D. ist kein umgänglicher Mensch. Als er stirbt kann J. D. nicht mehr schlafen und macht sich Vorwürfe, weil er den Eindruck hat, er habe sich deswegen nicht ausreichend um ihn gekümmert. Obwohl Carla seine Bedenken zerstreuen kann findet J. D. keinen Schlaf. Die Beziehung von Dr. Cox mit Kirsten entwickelt sich gut, aber da ist auch noch seine Ex-Frau Jordan, die regelmäßig zum Sex vorbeikommt. Zudem kann er seine Gefühle zu Carla nicht ausschalten. Weil er sich nicht entscheiden kann steht er plötzlich alleine da. Elliot hört ein Lied, von dem sie annimmt, dass es Dr. Kelso in jungen Jahren gesungen hat. Turk erklärt sie deswegen für verrückt, aber sie lässt sich nicht von ihrer Meinung abbringen und spricht Dr. Kelso darauf an. Er streitet zwar alles ab, aber es ist trotzdem wahr. |           |                                 |                          |                      |                                       |                   |                                                   |
| 19 | 19        | Mein alter Herr                 | My Old Man               | 9. Apr. 2002         | 16. Dez. 2003                         | Adam Bernstein    | Matt Tarses                                       |
| Da Elliot und Turk einen Vortrag halten müssen werden ihre Eltern zu Besuch kommen. J. D. entschließt sich, seinen Vater auch einzuladen. Turk verschweigt zunächst, dass seine Mutter nichts von Carla weiß, weshalb sie sich selbst vorstellt. Dabei merkt sie schnell, dass sie viele Ähnlichkeiten haben was ihr Angst macht. Aber Turk kann ihre Bedenken zerstreuen. Elliot stellt sich nach der ersten Begegnung mit ihren Eltern völlig verunsichert die Frage, wieso sie eigentlich Ärztin geworden ist. Dabei merkt sie, dass sie es nicht wegen ihrer Eltern gemacht hat, sondern weil sie wirklich helfen will. J. D. merkt lange nicht, wieso er keinen richtigen Draht zu seinem Vater findet. Erst als er feststellt, dass sein Vater einsam ist und Zuwendung braucht, bessert sich das Verhältnis. Auch der Vater des Hausmeisters taucht auf und J. D. merkt nun, wieso er so ist. |           |                                 |                          |                      |                                       |                   |                                                   |
| 20 | 20        | Mein Freund, der Chirurg        | My Way or the Highway    | 16. Apr. 2002        | 20. Jan. 2004                         | Adam Bernstein    | Eric Weinberg                                     |
| Turk und J. D. geraten sich in die Haare, weil er als Chirurg immer gleich operieren will, J. D. aber lieber zuwartet. Da sich J. D. nicht durchsetzen kann, hat Turk immer die Oberhand, bis J. D. lernt, dass er seine Ansichten klar vertreten muss. Elliot verliebt sich Hals über Kopf in ihren Patienten Sean, doch sie ist so verwirrt darüber, dass sie nicht weiß, wie sie damit umgehen soll. Dr. Kelso hat zwei Krankenschwestern entlassen, was aber Dr. Cox nicht passt. Als er sich zur Wehr setzt, entlässt Kelso auch die Schwester, die immer den guten Kaffee für Cox gemacht hat. Er lernt, dass es manchmal Entscheide gibt, die er nicht beeinflussen kann und von denen er die Hintergründe nicht kennt. Als er sich bei Dr. Kelso entschuldigt, macht der die Kündigung der Kaffee-Schwester rückgängig. |           |                                 |                          |                      |                                       |                   |                                                   |
| 21 | 21        | Mein größtes Opfer              | My Sacrificial Clam      | 30. Apr. 2002        | 27. Jan. 2004                         | Marc Buckland     | Janae Bakken & Mark Stegemann Idee: Debra Fordham |
| J. D. wird durch eine Spritze mit Blut eines Hepatitis B-Patienten verletzt. Obwohl sein anschließender Test negativ ist, bekommt er Angst krank zu werden und gibt alle anderen Patienten mit ansteckenden Krankheiten ab. Elliot merkt, dass ihre Beziehung zu Sean sie bei der Arbeit behindert. So beginnt sie Sachen zu vergessen und hat keine Zeit mehr zu lernen. Schweren Herzens entscheidet sie sich für die Trennung von Sean, weil ihr der Beruf im Moment wichtiger ist. Carla findet, dass Turk ein wenig zugenommen hat, also will er von Dr. Cox wissen, wie er seinen Körper immer so fit hält. Cox zeigt ihm, was er tagtäglich alles dafür macht, doch dies wird Turk bald zu viel, weil er so gar keine Zeit mehr für Carla hat. |           |                                 |                          |                      |                                       |                   |                                                   |
| 22 | 22        | Meine Zweifel                   | My Occurrence (1)        | 7. Mai 2002          | 3. Feb. 2004                          | Lawrence Trilling | Bill Lawrence                                     |
| Jordans Bruder Ben muss sich in der Klinik behandeln lassen, weil er sich an der Hand verletzt hat. Er ist der beste Freund von Dr. Cox und als sie am Abend zusammen mit J. D. Billard spielen gehen, stellen die beiden Ärzte fest, dass Bens Wunde immer noch blutet. Also veranlassen sie weitere Untersuchungen und als das Ergebnis feststeht, will J. D. es nicht glauben. In letzter Zeit gab es nämlich diverse Fehler und Verwechslungen in der Klinik: Turk hätte fast einem Patienten einen Hoden entfernt, obwohl er einen entzündeten Blinddarm hatte und Elliot informierte fälschlicherweise ihre Freundin Jill, dass sie schwanger ist, dabei wurden aber die Urinproben vertauscht. So hofft J. D. einfach, dass bei Ben auch ein Fehler passierte und er keine Leukämie hat, aber leider stimmt die Diagnose. |           |                                 |                          |                      |                                       |                   |                                                   |
| 23 | 23        | Mein Held                       | My Hero (2)              | 14. Mai 2002         | 10. Feb. 2004                         | Michael Spiller   | Neil Goldman & Garrett Donovan                    |
| Als die Behandlung gegen die Leukämie von Ben beginnt, meint J. D. dass Dr. Cox sicher für seinen besten Freund da ist, muss aber feststellen, dass der mit der Situation nicht umgehen kann. Das Ego von Turk ist angekratzt, weil Dr. Wen in ihm nicht den besten Chirurgie-Assistenten sieht. Carla füllt für Elliot einen Fragebogen aus, den Dr. Kelso angefordert hat. Weil sie meinen, er sei anonym, schreibt Carla böse Sachen über ihn hinein, Elliot übernimmt aber die Verantwortung dafür, als sich herausstellt, dass Dr. Kelso getrickst hat. So stellen J. D., Turk und Carla fest, dass sie selbst Verantwortung übernehmen müssen und J. D. redet deshalb Dr. Cox ins Gewissen, Turk fragt Dr. Wen, wieso er nicht die Nummer 1 ist und Carla geht zu Dr. Kelso um ihm zu sagen, dass sie den Fragebogen ausgefüllt hat. |           |                                 |                          |                      |                                       |                   |                                                   |
| 24 | 24        | Mein letzter Tag                | My Last Day              | 21. Mai 2002         | 17. Feb. 2004                         | Michael Spiller   | Gabrielle Allan & Mike Schwartz                   |
| Es ist der letzte Tag als Assistenzärzte für Elliot, J. D. und Turk. Dr. Cox übergibt J. D. einen speziellen Patienten, der alle sechs Monate in der Klinik auftaucht und bittet ihn, sich gut um ihn zu kümmern. Aber J. D. hat keine Lust, also gibt er den Patienten an Elliot ab, die ihn an Turk weiterreicht. Eigentlich könnte man ihm helfen, aber er ist nicht versichert. Also versuchen sie alles, dass er trotzdem operiert werden kann, dazu brauchen sie aber Hilfe von Dr. Cox, Dr. Wen und Jordan. Dr. Cox kann schließlich auch Dr. Kelso überzeugen und der Aufsichtsrat stimmt auch zu. Nachdem Elliot eine Auseinandersetzung mit Jordan über ihre Beziehungen hatte, plagt auch Dr. Cox Jordan noch für ihre Berechenbarkeit im Umgang mit ihm. Als die neugebackenen Ärzte zusammen mit Carla, Dr. Cox und Dr. Kelso ihren Erfolg feiern, kommt Jordan dazu und rächt sich für all das Ungemach, indem sie ein paar Geheimnisse von allen ausplaudert und sie damit vor den Kopf stößt.                        |           |                                 |                          |                      |                                       |                   |                                                   |

## DVD-Veröffentlichung
In den Vereinigten Staaten wurde die DVD zur ersten Staffel am 17. Mai 2005 veröffentlicht. In Deutschland ist die DVD zur ersten Staffel seit dem 18. August 2005 erhältlich.